# Anker (rivier)

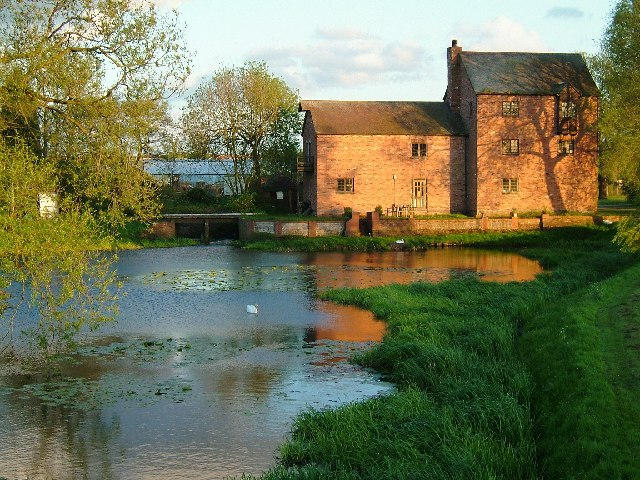
Alders Mill aan de Anker, 2005

De Anker is een rivier in Engeland die ontspringt in een weiland in de buurt van Wolvey en vervolgens door Nuneaton en Atherstone in Warwickshire naar Tamworth in Staffordshire stroomt, waar hij uitmondt in de Tame. Over een lengte van enkele kilometers vormt de Anker de grens tussen de graafschappen Warwickshire en Leicestershire. Bij Atherstone mondt de Sence, een kleine rivier in Leicestershire, uit in de Anker.
De tamelijk snel stromende rivier is populair bij hengelaars en staat bekend om de grote snoeken, kopvoorns en barbelen die er gevangen kunnen worden. Er kan ook kano worden gevaren.
Aanpassingen aan de loop van de rivier in 1976 maakten een einde aan de periodieke overstromingen van het laaggelegen centrum van Nuneaton, dat voordien elke tien jaar onder water placht te staan. Nabij het dorpje Weddington werd een stormvloedbarrière aangelegd. Bij de wateroverlast in Engeland in 2007 stonden niettemin de voetbalvelden van Nuneaton Town FC en rugbyvelden van Nuneaton RFC weer blank.
De naam Anker zou van Keltische oorsprong zijn en 'rode rivier' betekenen. Het lokale radiostation Anker Radio in Nuneaton ontleent zijn naam aan de rivier.